# Fran Drescher
Francine Joy Drescher (bolj znana kot Fran Drescher), ameriška filmska in televizijska igralka, * 30. september 1957, New York, Združene države Amerike.
Vrhunec svoje kariere je dosegla z vlogo Fran v humoristični seriji Varuška (The Nanny), ki jo je ustvaril njen takratni mož Peter Marc Jacobson.
2. septembra 2021 je bila izvoljena za predsednico vplivnega sindikata ameriških filmskih in televizijskih igralcev SAG-AFTRA. Sindikat je vodila tudi v času petmesečne stavke filmskih ustvarjalcev leta 2023, ki se je končala s sprejemom nove kolektivne pogodbe  s filmskimi in televizijskimi studii.